# Fontana Helvius
La Fontana di Publio Helvius o Fontana Helvius o più semplicemente Fontana di San Nicola è un antichissimo esempio di Fonte di epoca Augustea, esempio unico non rinvenibile a Pompei e a Ercolano, che si trova in Piazza Giovanni Battista Ferraioli a Sant'Egidio del Monte Albino in Provincia di Salerno.

## Il Reperto
Si tratta di un sol blocco di marmo bianco, a forma di prisma avente le dimensioni di m. 1,75x1,15x0,75, il cui lato sud è appoggiato ad un muro in pietra. Sui tre lati vi sono delle figure in rilievo e sul bordo del lato lungo, che guarda a nord è riportata una scritta consumata dal tempo, la cui parte leggibile oggi è limitata, in pratica, ad una sola parola: HELVIUS. La figura rappresentata su due delle facce della fontana è il dio Sarno. Sulla parte frontale, la divinità e seminuda e distesa con le gambe parzialmente coperte da un drappo. 
Ai piedi della figura, vi sono tre piante di papiro, le quali conferiscono alla scena un carattere fluviale. Sulla facciata orientale la divinità è giovane, seduta con le gambe coperte nell'atto di  specchiarsi nell'acqua. Alla sinistra del dio vi sono due lance a forma di una X. Appena sopra il basamento, vi è un cane  che poggia la zampa anteriore sinistra sul podio. Sulla facciata occidentale è rappresentato il dio Nettuno o Poseidone col piede poggiato sulla prua di una nave, il tridente nella mano sinistra e un delfino alle spalle. Le prime due figure starebbero a rappresentare la nascita è la maturità del fiume, mentre il dio Nettuno sul lato occidentale, ossia la parte che guarda verso Castellammare di Stabia, indicherebbe il suo sbocco a mare.